# Yüksək dəstə 2004-2005
La Yüksək dəstə 2004-2005 è stata la 13ª edizione della massima serie del campionato di calcio azero disputato tra il 7 agosto 2004 e il 24 maggio 2005 e concluso con la vittoria del PFC Neftchi Baku, al suo quinto titolo.
Capocannoniere del torneo fu Zaur Ramazanov (Karvan Yevlax) con 21 reti.

## Formula
Il torneo fu disputato da 18 squadre che si incontrarono in un turno di andata e ritorno per un totale di 34 partite con le ultime 4 retrocesse in Birinci Dästä.
Lo Shafa Baku si ritirò per motivi finanziari durante la pausa invernale e perse 3-0 a tavolino le rimanenti partite.
La Dinamo Baku cambiò nome in FK Baku mentre il Xəzər Universiteti diventò İnter Baku.
Le squadre qualificate alle coppe europee furono quattro. La vincente si qualificò alla UEFA Champions League 2005-2006, la seconda e la vincitrice della coppa nazionale alla Coppa UEFA 2005-2006 e un'ulteriore squadra partecipò alla Coppa Intertoto 2005.

## Classifica finale
|  | Pos. | Squadra        | Pt | G  | V  | N  | P  | GF | GS | DR  |
|  | ---- | -------------- | -- | -- | -- | -- | -- | -- | -- | --- |
|  | 1.   | Xəzər-Lənkəran | 78 | 34 | 24 | 6  | 4  | 68 | 15 | +53 |
|  | 1.   | Neftçi Baku    | 78 | 34 | 24 | 6  | 4  | 52 | 18 | +34 |
|  | 3.   | Karvan         | 76 | 34 | 23 | 7  | 4  | 66 | 18 | +48 |
|  | 4.   | Turan Tovuz    | 73 | 34 | 22 | 7  | 5  | 64 | 21 | +43 |
|  | 5.   | FK Baku        | 73 | 34 | 21 | 10 | 3  | 60 | 14 | +46 |
|  | 6.   | Qarabağ        | 71 | 34 | 22 | 5  | 7  | 61 | 31 | +30 |
|  | 7.   | İnter Baku     | 66 | 34 | 19 | 9  | 6  | 44 | 24 | +20 |
|  | 8.   | MKT-Araz       | 57 | 34 | 16 | 9  | 9  | 35 | 23 | +12 |
|  | 9.   | Gəncə          | 42 | 34 | 11 | 9  | 14 | 37 | 37 | 0   |
|  | 10.  | Karat Baku     | 40 | 34 | 12 | 4  | 18 | 40 | 62 | -22 |
|  | 11.  | Göyazan Qazax  | 33 | 34 | 9  | 6  | 19 | 30 | 52 | -22 |
|  | 12.  | Gənclərbirliyi | 33 | 34 | 9  | 6  | 19 | 32 | 58 | -26 |
|  | 13.  | Şəmkir         | 32 | 34 | 9  | 5  | 20 | 34 | 48 | -14 |
|  | 14.  | Şahdağ Qusar   | 32 | 34 | 8  | 8  | 18 | 29 | 51 | -22 |
|  | 15.  | MOİK Baku      | 30 | 34 | 7  | 9  | 18 | 24 | 34 | -10 |
|  | 16.  | Adliyya Baku   | 25 | 34 | 7  | 4  | 23 | 24 | 66 | -22 |
|  | 17.  | Bakılı Bakı    | 14 | 34 | 3  | 5  | 26 | 22 | 71 | -49 |
|  | 18.  | Şəfa           | 7  | 34 | 2  | 1  | 31 | 16 | 95 | -79 |

Legenda:

      Ammesso allo spareggio
      Qualificata alla Coppa UEFA
      Qualificata alla Coppa Intertoto
      Retrocessa in Birinci Divizionu
Note:

Tre punti a vittoria, uno a pareggio, zero a sconfitta.

### Spareggio per il titolo
| Arbitro: | Carlo Bertolini |

|                                      |           |                   |
| Ruslan Abbasov 68’ Zaur Tagizada 73’ | Marcatori | Alim Qurbanov 42’ |

### Verdetti
- Neftchi Baku PFC Campione d'Azerbaijan 2004-05.
- Neftchi Baku PFC qualificata in UEFA Champions League 2005-2006.
- Xazar Lankaran e FK Baku qualificate in Coppa UEFA 2005-2006.
- Karvan Yevlax qualificata in Coppa Intertoto 2005.
- MOIK Baku, Adliyya Baku, Bakili Baku e Safa Baku retrocesse in Birinci Dasta 2005-2006.

### Classifica marcatori
|  | Gol | Rigori | Marcatore        | Squadra                 |
|  | --- | ------ | ---------------- | ----------------------- |
|  | 21  | ?      | Zaur Ramazanov   | Karvan Yevlax           |
|  | 20  | ?      | Samir Aliyev     | Xazar Lankaran          |
|  | 17  | ?      | Oktay Derelioğlu | Xazar Lankaran          |
|  | 17  | ?      | Farrux Ismayilov | Karvan Yevlax           |
|  | 16  | ?      | Issa Nikiema     | Ganclarbirliyi Sumqayit |
|  | 15  | ?      | Kanan Karimov    | Turan Tovuz             |
|  | 14  | ?      | Zaur Tagizada    | Neftçi Baku             |